# Розвідний міст в Гіжицьку
Розвідний міст в Гіжицьку (пол. Most obrotowy w Giżycku) — розвідний міст через канал Лучанського в Гіжицьку від другого половини XIX сторіччя, внесений до реєстру пам'яток Вармінсько-Мазурського воєводства. Це один із трьох дорожніх мостів через Лучанський канал у місті.
Він розрахований на транспортні засоби загальною вагою до 2,5 тонн. Міст є цікавою технічною пам'яткою, завдяки типу конструкції він унікальний у країні та один із декількох мостів такого типу в Європі.
У літній сезон він є однією з туристичних принад Гіжицька, що приваблює великі натовпи туристів.

## Історія
Міст був побудований 1898 року компанією Бюхельт і ко. із Зеленої Гори, щоб забезпечити доступ з міста до фортеці Боєн на західній стороні каналу.
Це поворотний міст вулицею Станіслава Монюшки, в якому весь проміжок моста обертається набік на 90 ° і встановлюється паралельно набережній. Відкриття мосту зупиняє рух і дозволяє водяним одиницям текти через канал. Міст був підірваний відступальними німецькими військами та відбудований після війни.
Оригінальний механізм мосту дозволив відкрити міст рукопаш одним оператором, використовуючи відповідні передаточні коефіцієнти. У 1969-70 роках його оснастили електроприводом. Занадто швидке відкриття моста спричинило пошкодження споруди та набережної (спричинене ударом прольоту на плацдарм), тому 1985 року іммобілізований міст був замінений тимчасовим саперним (польовим) мостом. 1993 року було проведено загальне лагодження мосту та відновлено початковий стан з ручним відкриттям.

## Операція відкриття
На поточний час міст обслуговується рукопаш, згідно з оригінальним припущенням будівельників, тож 100-тонним мостом керує одна людина. Вся операція відкриття або закриття мосту одним забирає близько 5 хвилин.
Міст відкритий (закритий для руху автомобілів) відповідно до денного розкладу, адаптованого до графіка плавання суден Мазурського пароплава . З 1 листопада до 31 березня міст закритий для водного руху.
В оператора переїзду можна отримати відбиток пам'ятної печатки як підтвердження своєї присутности на обертовому мосту в Гіжицьку.